# هایپرتروفی عضلانی

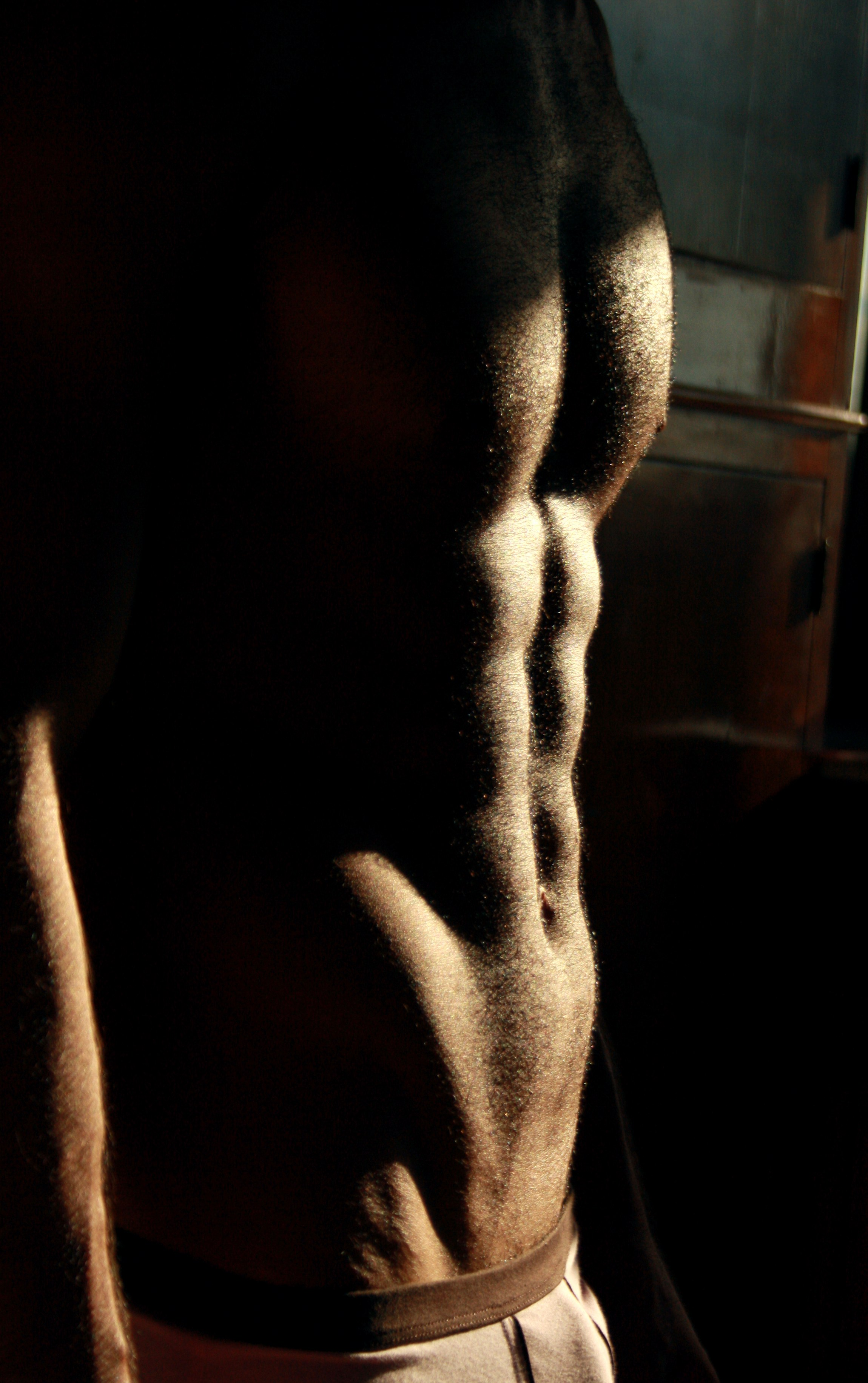
ورزشکاران برای تحریک زیاد کردن هایپرتروفی عضله از ترکیب رژیم، تمرین قدرت، مواد مغذی استفاده می‌کنند

هایپرتروفی عضلانی شامل افزایش اندازه عضلات اسکلتی از طریق رشد در اندازه سلول‌های مؤثر آن است. دو عامل در هایپرتروفی نقش دارند: هایپرتروفی سارکوپلاسمی، که بیشتر بر افزایش ذخیره گلیکوژن ماهیچه ای تمرکز دارد و هایپرتروفی میوفیبریلار، که بیشتر بر افزایش اندازه تارچه‌های عضلات تمرکز دارد.

## تحریک هایپرتروفی
طیفی از محرک‌ها می‌توانند باعث افزایش حجم در سلولهای عضلانی شوند. این تغییرات به عنوان یک پاسخ تطبیقی رخ می‌دهد که در افزایش توانایی تولید نیرو یا مقاومت در برابر خستگی در شرایط بی هوازی مؤثر است.

### تمرین قدرتی
تمرینات قدرتی یا تمرینات مقاومتی باعث ایجاد هماهنگی عصبی و عضلانی می‌شوند که ظرفیت یک ورزشکار را برای اعمال نیرو از طریق انقباض عضلاتش به صورت ارادی افزایش می‌دهد. پس از یک دوره اولیه، که در آن هماهنگی عصبی-عضلانی رخ بدهد، فرایندی از هایپرتروفی عضلانی مشاهده می‌شود که به موجب آن اندازه بافت عضله افزایش می‌یابد. این افزایش اندازه به دلیل افزایش اضافه شدن سارکومرها (عناصر قابل انقباض) و همچنین افزایش عناصر غیر انقباضی مانند مایع سارکوپلاسمی می‌باشد.

### تمرینات بی هوازی
بهترین روش برای دستیابی به رشد عضلات، همچنان موضوعی بحث‌برانگیز است (بر خلاف تمرکز بر کسب قدرت، قدرت و استقامت). به‌طور کلی تمرین قدرتی بی هوازی مداوم، علاوه بر اثرات آن بر قدرت و استقامت عضلات، باعث افزایش فشار خون در طولانی مدت خواهد شد. هایپرتروفی عضلانی را می‌توان از طریق تمرینات قدرتی و سایر تمرینات بی هوازی با شدت کوتاه مدت افزایش داد.

## دم کردن موقتی
در حین تمرین، افزایش جریان خون به مناطق فعال متابولیکی باعث می‌شود عضلات به‌طور موقت دم کرده که به عنوان «پمپ شدن» شناخته می‌شوند. حدود دو ساعت پس از یک تمرین و به‌طور معمول برای هفت تا یازده روز، عضلات به دلیل پاسخ التهابی به دلیل ترمیم آسیب بافت متورم می‌شوند. هایپرتروفی طولانی مدت به دلیل تغییرات دائمی در ساختار عضلات رخ می‌دهد. تغییرات در سنتز پروتئین و بیولوژی سلول‌های ماهیچه ای مرتبط با محرک‌های یکی از این دلایل هستند.

## سنتز پروتئین
این پیام برای تغییر الگوی بیان ژن فیلتر می‌شود. به نظر می‌رسد پروتئین‌های انقباضی اضافی در میوفیبریل‌های موجود (زنجیره‌های سارکومرس درون یک سلول ماهیچه ای) گنجانیده می‌شوند. به نظر می‌رسد که در چگونگی بزرگ شدن میوفیبریل‌ها محدودیتی وجود دارد: در بعضی از مواقع، شکافته می‌شوند. به نظر می‌رسد این وقایع در هر فیبر عضلانی رخ می‌دهند؛ یعنی هایپرتروفی در درجه اول حاصل رشد سلول‌های عضلانی است، نه افزایش تعداد آنها. سلول‌های عضلانی اسکلتی در بدن منحصر بفرد هستند چراکه می‌توانند دارای چندین هسته باشند و تعداد هسته‌ها نیز می‌تواند افزایش یابد.
کورتیزول، جذب اسید آمینه توسط بافت عضله را کاهش داده و سنتز پروتئین را مهار می‌نماید. در مردان جوان با تغذیه مناسب، افزایش کوتاه مدت سنتز پروتئین که پس از تمرینات مقاومتی اتفاق می‌افتد، تقریباً پس از ۲۸ ساعت، به حالت عادی بازمی‌گردد. یک مطالعه دیگر نشان داد که سنتز پروتئین ماهیچه حتی ۷۲ ساعت پس از تمرین نیز افزایش داشته و بالا رفته‌است.

## در ورزش
نمونه‌هایی از افزایش هایپرتروفی عضلانی در ورزش‌های مختلف حرفه ای دیده می‌شود، که عمدتاً ورزش‌های قدرتی مانند بوکس، وزنه‌برداری المپیک، ورزش‌های رزمی مختلط، راگبی، کشتی حرفه ای و اشکال مختلف ژیمناستیک می‌باشند. ورزشکارانی که در سایر ورزشهای با مهارت بیشتر مانند بسکتبال، بیس بال، هاکی روی یخ و فوتبال نیز ممکن است برای افزایش هایپرتروفی عضلانی تمرین کنند تا از موقعیت بازی خود استفاده بهتری کنند.